# Sławomir Kołodziej
Sławomir Kołodziej (ur. 12 marca 1961 w Bielsku-Białej) – polski matematyk, profesor nauk matematycznych. Specjalizuje się w analizie zespolonej i matematyce teoretycznej (równanie Monge'a-Ampere'a, funkcje plurisubharmoniczne). Profesor zwyczajny Katedry Analizy Matematycznej Instytutu Matematyki Wydziału Matematyki i Informatyki Uniwersytetu Jagiellońskiego.

## Życiorys
Laureat 31 Olimpiady Matematycnzej i w tym samym roku (1980) laureat Polsko-Austriackich Zawodów Matematycznych. Matematykę ukończył na Uniwersytecie Jagiellońskim i na tej uczelni rozpoczął pracę naukową zdobywając kolejne awanse akademickie. Stopień doktorski uzyskał w 1989 broniąc pracy przygotowanej pod kierunkiem Józefa Siciaka. Habilitował się na macierzystej uczelni w 1998 na podstawie oceny dorobku naukowego i publikacji „The complex Monge-Ampere equation”. Tytuł naukowy profesora nauk matematycznych został mu nadany w 2005. Był promotorem doktoratu m.in. Rafała Czyża oraz Sławomira Dinewa.
Swoje prace publikował w takich czasopismach jak m.in. „Acta Mathematica”, „Proceedings of the American Mathematical Society”, „Indiana University Mathematics Journal”, „Michigan Mathematical Journal", „Mathematische Zeitschrift" oraz „Advances in Mathematics". Jest redaktorem naczelnym czasopisma naukowego „Annales Polonici Mathematici".
Należy do Polskiego Towarzystwa Matematycznego (PTM), gdzie pełnił funkcję wiceprezesa w kadencji 2014-2016. Ponadto członek Centralnej Komisji do Spraw Stopni i Tytułów w kadencji 2017–2020.
W 2014 został uhonorowany Nagrodą Stefana Bergmana "za nowatorski wkład do teorii zespolonego równania Monge'a-Ampère'a oraz teorii pluripotencjału" (drugim nagrodzonym był japoński matematyk Takeo Ohsawa z Nagoya University).